# Masters de tennis féminin 2024
Le masters de tennis féminin est un tournoi de tennis professionnel. Il réunit, à la fin de la saison, les huit meilleures joueuses du classement WTA depuis le début de l'année. 
L'édition féminine 2024, classée en catégorie Masters, se déroule du 2 au 9 novembre 2024. Elle est jouée pour la première fois à Riyad.

## Primes et points
| Tour                              | Prime            | Points |
| --------------------------------- | ---------------- | ------ |
| Victoire                          | RR + 3 770 000 $ | + 900  |
| Finale                            | RR + 1 180 000 $ | + 400  |
| Poule (par match gagné)           | + 350 000 $      | 200    |
| Pour chaque participante          | 335 000 $        | –      |
| Pour chaque remplaçante           | 250 000 $        | –      |
| Cumul pour la vainqueur invaincue | 5 155 000 $      | 1500   |

| Tour                                    | Prime          | Points |
| --------------------------------------- | -------------- | ------ |
| Victoire                                | RR + 775 000 $ | + 900  |
| Finale                                  | RR + 255 000 $ | + 400  |
| Poule (par match gagné)                 | + 70 000 $     | + 200  |
| Pour chaque participante                | 140 000 $      | –      |
| Pour chaque équipe remplaçante          | 106 000 $      | –      |
| Cumul pour l'équipe vainqueur invaincue | 1 125 000 $    | 1500   |

## Faits marquants
Barbora Krejčíková est qualifiée grâce à un changement de réglement qui stipule qu'une gagnante de grand chelem est qualifiée si elle est classée dans le top 20 à la Race .
Jessica Pegula déclare forfait pour son dernier match de poule à cause d'une blessure au genou : elle est remplacée par Daria Kasatkina.

## Lauréates
L'Américaine Coco Gauff remporte son 1er Masters en dominant en finale la Chinoise Zheng Qinwen.
L'épreuve de double est remportée, également pour la 1re fois, par la paire Gabriela Dabrowski / Erin Routliffe.

## Résultats en simple

### Participantes
| Ordre de qualification | Classement WTA Race | Points | Date de qualification | Meilleure performance | Joueuse            | Résultat   |
| ---------------------- | ------------------- | ------ | --------------------- | --------------------- | ------------------ | ---------- |
| 1                      | 2                   | 7 970  | 7 août 2024           | V (1)                 | Iga Świątek        | RR (2V-21) |
| 2                      | 1                   | 9 016  | 6 septembre 2024      | F (1)                 | Aryna Sabalenka    | DF (2V-2D) |
| 3                      | 3                   | 5 230  | 14 octobre 2024       | DF (1)                | Coco Gauff         | V (4V-1D)  |
| 4                      | 5                   | 4 971  | 14 octobre 2024       | RR (1)                | Elena Rybakina     | RR (1V-2D) |
| 5                      | 4                   | 5 144  | 14 octobre 2024       | -                     | Jasmine Paolini    | RR (1V-2D) |
| 6                      | 6                   | 4 705  | 14 octobre 2024       | F (1)                 | Jessica Pegula     | RR (0V-2D) |
| 7                      | 7                   | 4 540  | 16 octobre 2024       | -                     | Zheng Qinwen       | F (3V-2D)  |
| 8                      | 12                  | 2 814  | 16 octobre 2024       | RR (1)                | Barbora Krejčíková | DF (2V-2D) |

| Classement WTA Race | Joueuse          | Résultat   |
| ------------------- | ---------------- | ---------- |
| 9                   | Daria Kasatkina  | RR (0V-1D) |
| 10                  | Danielle Collins | -          |

| Joueuse            | AS    | IS     | CG     | JaP   | ER    | JeP   | ZQ    | BK    | % victoires | Saison  | Titres |
| ------------------ | ----- | ------ | ------ | ----- | ----- | ----- | ----- | ----- | ----------- | ------- | ------ |
| Aryna Sabalenka    |       | 4 - 8  | 4 - 4  | 2 - 2 | 6 - 3 | 6 - 2 | 4 - 0 | 6 - 1 | 61,5 %      | 54 - 12 | 4      |
| Iga Świątek        | 8 - 4 |        | 11 - 1 | 3 - 0 | 2 - 4 | 6 - 4 | 6 - 1 | 2 - 2 | 70,4 %      | 58 - 8  | 5      |
| Coco Gauff         | 4 - 4 | 1 - 11 |        | 2 - 0 | 1 - 0 | 1 - 4 | 1 - 0 | 0 - 1 | 33,3 %      | 50 - 16 | 2      |
| Jasmine Paolini    | 2 - 2 | 0 - 3  | 0 - 2  |       | 2 - 2 | 0 - 5 | 0 - 3 | 0 - 2 | 17,4 %      | 37 - 17 | 1      |
| Elena Rybakina     | 3 - 6 | 4 - 2  | 0 - 1  | 2 - 2 |       | 1 - 3 | 2 - 0 | 0 - 3 | 41,4 %      | 41 - 9  | 3      |
| Jessica Pegula     | 2 - 6 | 4 - 6  | 4 - 1  | 5 - 0 | 3 - 1 |       | 1 - 0 | 1 - 1 | 57,1 %      | 39 - 14 | 2      |
| Zheng Qinwen       | 0 - 4 | 1 - 6  | 0 - 1  | 3 - 0 | 0 - 2 | 0 - 1 |       | 1 - 0 | 26,3 %      | 47 - 16 | 2      |
| Barbora Krejčíková | 1 - 6 | 2 - 2  | 1 - 0  | 2 - 0 | 3 - 0 | 1 - 1 | 0 - 1 |       | 50,0 %      | 19 - 14 | 1      |

### Groupe Violet
- Aryna Sabalenka (no 1)
- Jasmine Paolini (no 4)
- Elena Rybakina (no 5)
- Zheng Qinwen (no 7)

#### Résultats
| Date            | Vainqueur       | Adversaire      | Score          | Durée      |
| --------------- | --------------- | --------------- | -------------- | ---------- |
| 2 novembre 2024 | Aryna Sabalenka | Zheng Qinwen    | 6-3, 6-4       | 1 h 26 min |
| 2 novembre 2024 | Jasmine Paolini | Elena Rybakina  | 7-65, 6-4      | 1 h 46 min |
| 4 novembre 2024 | Zheng Qinwen    | Elena Rybakina  | 7-64, 3-6, 6-1 | 2 h 27 min |
| 4 novembre 2024 | Aryna Sabalenka | Jasmine Paolini | 6-3, 7-5       | 1 h 31 min |
| 6 novembre 2024 | Zheng Qinwen    | Jasmine Paolini | 6-1, 6-1       | 1 h 8 min  |
| 6 novembre 2024 | Elena Rybakina  | Aryna Sabalenka | 6-4, 3-6, 6-1  | 1 h 41 min |

#### Classement
| Rang poule | Classement WTA Race | Joueuse         | Match(s) G-P | Set(s) G-P | Jeux G-P    |
| ---------- | ------------------- | --------------- | ------------ | ---------- | ----------- |
| 1          | 1                   | Aryna Sabalenka | 2-1          | 5-2 (71%)  | 36-30 (55%) |
| 2          | 7                   | Zheng Qinwen    | 2-1          | 4-3 (57%)  | 35-27 (56%) |
| 3          | 4                   | Jasmine Paolini | 1-2          | 2-4 (33%)  | 23-35 (40%) |
| 4          | 5                   | Elena Rybakina  | 1-2          | 3-5 (38%)  | 38-40 (49%) |

### Groupe Orange
- Iga Świątek (no 2)
- Coco Gauff (no 3)
- Jessica Pegula (no 6)
- Daria Kasatkina (no 9)
- Barbora Krejčíková (no 12)

#### Résultats
| Date            | Vainqueur          | Adversaire         | Score         | Durée      |
| --------------- | ------------------ | ------------------ | ------------- | ---------- |
| 3 novembre 2024 | Iga Świątek        | Barbora Krejčíková | 4-6, 7-5, 6-2 | 2 h 35 min |
| 3 novembre 2024 | Coco Gauff         | Jessica Pegula     | 6-3, 6-2      | 1 h 16 min |
| 5 novembre 2024 | Barbora Krejčíková | Jessica Pegula     | 6-3, 6-3      | 1 h 10 min |
| 5 novembre 2024 | Coco Gauff         | Iga Świątek        | 6-3, 6-4      | 1 h 49 min |
| 7 novembre 2024 | Iga Świątek        | Daria Kasatkina    | 6-1, 6-0      | 0 h 53 min |
| 7 novembre 2024 | Barbora Krejčíková | Coco Gauff         | 7-5, 6-4      | 1 h 44 min |

#### Classement
| Rang poule | Classement WTA Race | Joueuse            | Match(s) G-P | Set(s) G-P | Jeux G-P    |
| ---------- | ------------------- | ------------------ | ------------ | ---------- | ----------- |
| 1          | 12                  | Barbora Krejčíková | 2-1          | 5-2 (71%)  | 38-32 (54%) |
| 2          | 3                   | Coco Gauff         | 2-1          | 4-2 (67%)  | 33-25 (57%) |
| 3          | 2                   | Iga Świątek        | 2-1          | 4-3 (57%)  | 36-26 (58%) |
| 4          | 9                   | Daria Kasatkina    | 0-1          | 0-2 (0%)   | 1-12 (8%)   |
| 5          | 6                   | Jessica Pegula     | 0-2          | 0-4 (0%)   | 11-24 (31%) |

### Tableau final
|  |                    |                 |            |            |                 |                 |           |              |           |        |        |        |
|  | 1/2 finale         | 1/2 finale      | 1/2 finale | 1/2 finale | 1/2 finale      |                 |           | Finale       | Finale    | Finale | Finale | Finale |
|  | 8 novembre 2024    | 8 novembre 2024 | 1 h 51 min | 1 h 51 min | 1 h 51 min      |                 |           |              |           |        |        |        |
|  | 8 novembre 2024    | 8 novembre 2024 | 1 h 51 min | 1 h 51 min | 1 h 51 min      |                 |           |              |           |        |        |        |
|  | Aryna Sabalenka    | (1)             | 64         | 3          |                 |                 |           |              |           |        |        |        |
|  | Aryna Sabalenka    | (1)             | 64         | 3          | 9 novembre 2024 | 9 novembre 2024 | 3 h 4 min | 3 h 4 min    | 3 h 4 min |        |        |        |
|  | Coco Gauff         | (3)             | 7          | 6          | 9 novembre 2024 | 9 novembre 2024 | 3 h 4 min | 3 h 4 min    | 3 h 4 min |        |        |        |
|  | Coco Gauff         | (3)             | 7          | 6          | Coco Gauff      | (3)             | 3         | 6            | 7         |        |        |        |
|  | 8 novembre 2024    | 8 novembre 2024 | 1 h 41 min | 1 h 41 min | 1 h 41 min      | (3)             | 3         | 6            | 7         |        |        |        |
|  | 8 novembre 2024    | 8 novembre 2024 | 1 h 41 min | 1 h 41 min | 1 h 41 min      |                 |           | Zheng Qinwen | (7)       | 6      | 4      | 62     |
|  | Barbora Krejčíková | (12)            | 3          | 5          |                 |                 |           | Zheng Qinwen | (7)       | 6      | 4      | 62     |
|  | Barbora Krejčíková | (12)            | 3          | 5          |                 |                 |           |              |           |        |        |        |
|  | Zheng Qinwen       | (7)             | 6          | 7          |                 |                 |           |              |           |        |        |        |
|  | Zheng Qinwen       | (7)             | 6          | 7          |                 |                 |           |              |           |        |        |        |

### Classement final
| Résultat       | Classement WTA Race | Joueuse            | Match(s) G-P | Set(s) G-P | Jeux G-P | Points gagnés | Nouveau rang |
| -------------- | ------------------- | ------------------ | ------------ | ---------- | -------- | ------------- | ------------ |
| Vainqueur      | 3                   | Coco Gauff         | 4-1          | 8-3        | 62-50    | 1300          | 3            |
| Finaliste      | 7                   | Zheng Qinwen       | 3-2          | 7-5        | 64-51    | 800           | 5            |
| Demi-finaliste | 1                   | Aryna Sabalenka    | 2-2          | 5-4        | 45-43    | 400           | 1            |
| Demi-finaliste | 12                  | Barbora Krejčíková | 2-2          | 5-4        | 46-45    | 400           | 10           |
| Poule          | 2                   | Iga Świątek        | 2-1          | 4-3        | 36-26    | 400           | 2            |
| Poule          | 4                   | Jasmine Paolini    | 1-2          | 2-4        | 23-35    | 200           | 4            |
| Poule          | 5                   | Elena Rybakina     | 1-2          | 3-5        | 38-40    | 200           | 6            |
| Poule          | 9                   | Daria Kasatkina    | 0-1          | 0-2        | 1-12     | 0             | 9            |
| Poule          | 6                   | Jessica Pegula     | 0-2          | 0-4        | 11-24    | 0             | 7            |

## Résultats en double

### Participantes
| Ordre de qualification | Classement WTA Race | Date de qualification | Meilleure performance | Équipe                               | Points | Saison (titres) | Résultat   |
| ---------------------- | ------------------- | --------------------- | --------------------- | ------------------------------------ | ------ | --------------- | ---------- |
| 1                      | 1                   | 12 septembre 2024     | DF (1)                | Lyudmyla Kichenok Jeļena Ostapenko   | 5 948  | 3               | RR (0V-3D) |
| 2                      | 3                   | 16 septembre 2024     | V (1)                 | Hsieh Su-wei Elise Mertens           | 5 130  | 3               | RR (1V-2D) |
| 3                      | 4                   | 7 octobre 2024        | DF (2) -              | Sara Errani Jasmine Paolini          | 5 045  | 3               | RR (1V-2D) |
| 4                      | 2                   | 7 octobre 2024        | DF (1)                | Gabriela Dabrowski Erin Routliffe    | 5 425  | 1               | V (5V-0D)  |
| 5                      | 9                   | 7 octobre 2024        | V (1) -               | Kateřina Siniaková Taylor Townsend   | 3 221  | 1               | F (4V-1D)  |
| 6                      | 5                   | 14 octobre 2024       | - DF (1)              | Caroline Dolehide Desirae Krawczyk   | 4 363  | 1               | RR (0V-3D) |
| 7                      | 6                   | 18 octobre 2024       | F (1)                 | Nicole Melichar-Martinez Ellen Perez | 4 020  | 2               | DF (2V-2D) |
| 8                      | 7                   | 18 octobre 2024       | DF (1) V (1)          | Chan Hao-ching Veronika Kudermetova  | 3 818  | 1               | DF (2V-2D) |

| Classement WTA Race | Équipe                            | Résultat |
| ------------------- | --------------------------------- | -------- |
| 8                   | Sofia Kenin Bethanie Mattek-Sands |          |
| 10                  | Demi Schuurs Luisa Stefani        |          |

| Joueuse                              | AS/JO | GD/ER | HSW/EM | SE/JaP | CD/DK | NM/EP | CHC/VK | KS/TT | % victoires | Saison  | Titres |
| ------------------------------------ | ----- | ----- | ------ | ------ | ----- | ----- | ------ | ----- | ----------- | ------- | ------ |
| Lyudmyla Kichenok Jeļena Ostapenko   |       | 2 - 1 | 0 - 2  | 0 - 1  | 0 - 0 | 2 - 2 | 1 - 0  | 0 - 1 | 42 %        | 35 - 11 | 3      |
| Gabriela Dabrowski Erin Routliffe    | 1 - 2 |       | 0 - 0  | 0 - 0  | 1 - 1 | 0 - 1 | 0 - 1  | 0 - 1 | 25 %        | 34 - 14 | 1      |
| Hsieh Su-wei Elise Mertens           | 2 - 0 | 0 - 0 |        | 1 - 0  | 0 - 0 | 1 - 0 | 0 - 0  | 0 - 1 | 80 %        | 27 - 10 | 3      |
| Sara Errani Jasmine Paolini          | 1 - 0 | 0 - 0 | 0 - 1  |        | 1 - 0 | 2 - 0 | 1 - 0  | 0 - 0 | 83 %        | 33 - 11 | 3      |
| Caroline Dolehide Desirae Krawczyk   | 0 - 0 | 1 - 1 | 0 - 0  | 0 - 1  |       | 1 - 0 | 1 - 0  | 0 - 0 | 60 %        | 25 - 15 | 1      |
| Nicole Melichar-Martinez Ellen Perez | 2 - 2 | 1 - 0 | 0 - 1  | 0 - 2  | 0 - 1 |       | 1 - 1  | 0 - 0 | 36 %        | 35 - 20 | 2      |
| Chan Hao-ching Veronika Kudermetova  | 0 - 1 | 1 - 0 | 0 - 0  | 0 - 1  | 0 - 1 | 1 - 1 |        | 0 - 0 | 33 %        | 28 - 9  | 1      |
| Kateřina Siniaková Taylor Townsend   | 1 - 0 | 1 - 0 | 1 - 0  | 0 - 0  | 0 - 0 | 0 - 0 | 0 - 0  |       | 100 %       | 12 - 5  | 1      |

### Groupe Vert
- Lyudmyla Kichenok
 Jeļena Ostapenko (no 1)
- Hsieh Su-wei
 Elise Mertens (no 3)
- Nicole Melichar-Martinez
 Ellen Perez (no 6)
- Kateřina Siniaková
 Taylor Townsend (no 9)

#### Résultats
| Date            | Vainqueur                            | Adversaire                           | Score            | Durée      |
| --------------- | ------------------------------------ | ------------------------------------ | ---------------- | ---------- |
| 2 novembre 2024 | Nicole Melichar-Martinez Ellen Perez | Hsieh Su-wei Elise Mertens           | 1-6, 6-1, [10-6] | 1 h 13 min |
| 2 novembre 2024 | Kateřina Siniaková Taylor Townsend   | Lyudmyla Kichenok Jeļena Ostapenko   | 3-6, 6-3, [11-9] | 1 h 38 min |
| 4 novembre 2024 | Kateřina Siniaková Taylor Townsend   | Nicole Melichar-Martinez Ellen Perez | 6-2, 6-2         | 1 h 10 min |
| 4 novembre 2024 | Hsieh Su-wei Elise Mertens           | Lyudmyla Kichenok Jeļena Ostapenko   | 6-1, 6-3         | 1 h 7 min  |
| 6 novembre 2024 | Nicole Melichar-Martinez Ellen Perez | Lyudmyla Kichenok Jeļena Ostapenko   | 6-1, 6-3         | 1 h 0 min  |
| 6 novembre 2024 | Kateřina Siniaková Taylor Townsend   | Hsieh Su-wei Elise Mertens           | 3-6, 6-3, [10-8] | 1 h 27 min |

#### Classement
| Rang poule | Classement WTA Race | Joueuse                              | Match(s) G-P | Set(s) G-P | Jeux G-P    |
| ---------- | ------------------- | ------------------------------------ | ------------ | ---------- | ----------- |
| 1          | 9                   | Kateřina Siniaková Taylor Townsend   | 3-0          | 6-2 (75%)  | 32-22 (59%) |
| 2          | 6                   | Nicole Melichar-Martinez Ellen Perez | 2-1          | 4-3 (57%)  | 24-23 (51%) |
| 3          | 3                   | Hsieh Su-wei Elise Mertens           | 1-2          | 4-4 (50%)  | 28-22 (56%) |
| 4          | 1                   | Lyudmyla Kichenok Jeļena Ostapenko   | 0-3          | 1-6 (14%)  | 17-34 (33%) |

### Groupe Blanc
- Gabriela Dabrowski
 Erin Routliffe (no 2)
- Sara Errani
 Jasmine Paolini (no 4)
- Caroline Dolehide
 Desirae Krawczyk (no 5)
- Chan Hao-ching
 Veronika Kudermetova (no 7)

#### Résultats
| Date            | Vainqueur                           | Adversaire                          | Score             | Durée      |
| --------------- | ----------------------------------- | ----------------------------------- | ----------------- | ---------- |
| 3 novembre 2024 | Gabriela Dabrowski Erin Routliffe   | Chan Hao-ching Veronika Kudermetova | 7-66, 6-4         | 1 h 56 min |
| 3 novembre 2024 | Sara Errani Jasmine Paolini         | Caroline Dolehide Desirae Krawczyk  | 1-6, 6-1, [10-4]  | 1 h 2 min  |
| 5 novembre 2024 | Gabriela Dabrowski Erin Routliffe   | Sara Errani Jasmine Paolini         | 1-6, 7-61, [11-9] | 1 h 34 min |
| 5 novembre 2024 | Chan Hao-ching Veronika Kudermetova | Caroline Dolehide Desirae Krawczyk  | 3-6, 6-3, [10-7]  | 1 h 27 min |
| 7 novembre 2024 | Gabriela Dabrowski Erin Routliffe   | Caroline Dolehide Desirae Krawczyk  | 4-6, 6-3, [10-6]  | 1 h 35 min |
| 7 novembre 2024 | Chan Hao-ching Veronika Kudermetova | Sara Errani Jasmine Paolini         | 3-6, 7-63, [11-9] | 1 h 49 min |

#### Classement
| Rang poule | Classement WTA Race | Joueuse                             | Match(s) G-P | Set(s) G-P | Jeux G-P    |
| ---------- | ------------------- | ----------------------------------- | ------------ | ---------- | ----------- |
| 1          | 2                   | Gabriela Dabrowski Erin Routliffe   | 3-0          | 6-2 (75%)  | 33-31 (52%) |
| 2          | 7                   | Chan Hao-ching Veronika Kudermetova | 2-1          | 4-4 (50%)  | 31-34 (48%) |
| 3          | 4                   | Sara Errani Jasmine Paolini         | 1-2          | 4-5 (44%)  | 32-27 (54%) |
| 4          | 5                   | Caroline Dolehide Desirae Krawczyk  | 0-3          | 3-6 (33%)  | 25-29 (46%) |

### Tableau final
|  |                                      |                 |            |            |                                    |                 |            |                                   |            |        |        |        |
|  | 1/2 finale                           | 1/2 finale      | 1/2 finale | 1/2 finale | 1/2 finale                         |                 |            | Finale                            | Finale     | Finale | Finale | Finale |
|  | 8 novembre 2024                      | 8 novembre 2024 | 1 h 31 min | 1 h 31 min | 1 h 31 min                         |                 |            |                                   |            |        |        |        |
|  | 8 novembre 2024                      | 8 novembre 2024 | 1 h 31 min | 1 h 31 min | 1 h 31 min                         |                 |            |                                   |            |        |        |        |
|  | Kateřina Siniaková Taylor Townsend   | (9)             | 6          | 7          |                                    |                 |            |                                   |            |        |        |        |
|  | Kateřina Siniaková Taylor Townsend   | (9)             | 6          | 7          | 9 novembre 2024                    | 9 novembre 2024 | 1 h 35 min | 1 h 35 min                        | 1 h 35 min |        |        |        |
|  | Chan Hao-ching Veronika Kudermetova  | (7)             | 0          | 65         | 9 novembre 2024                    | 9 novembre 2024 | 1 h 35 min | 1 h 35 min                        | 1 h 35 min |        |        |        |
|  | Chan Hao-ching Veronika Kudermetova  | (7)             | 0          | 65         | Kateřina Siniaková Taylor Townsend | (9)             | 5          | 3                                 |            |        |        |        |
|  | 8 novembre 2024                      | 8 novembre 2024 | 1 h 32 min | 1 h 32 min | 1 h 32 min                         | (9)             | 5          | 3                                 |            |        |        |        |
|  | 8 novembre 2024                      | 8 novembre 2024 | 1 h 32 min | 1 h 32 min | 1 h 32 min                         |                 |            | Gabriela Dabrowski Erin Routliffe | (2)        | 7      | 6      |        |
|  | Gabriela Dabrowski Erin Routliffe    | (2)             | 7          | 6          |                                    |                 |            | Gabriela Dabrowski Erin Routliffe | (2)        | 7      | 6      |        |
|  | Gabriela Dabrowski Erin Routliffe    | (2)             | 7          | 6          |                                    |                 |            |                                   |            |        |        |        |
|  | Nicole Melichar-Martinez Ellen Perez | (6)             | 67         | 1          |                                    |                 |            |                                   |            |        |        |        |
|  | Nicole Melichar-Martinez Ellen Perez | (6)             | 67         | 1          |                                    |                 |            |                                   |            |        |        |        |

### Classement final
| Résultat       | Classement WTA Race | Joueuses                 | Match(s) G-P | Set(s) G-P | Jeux G-P | Points gagnés | Nouveau rang |
| -------------- | ------------------- | ------------------------ | ------------ | ---------- | -------- | ------------- | ------------ |
| Vainqueur      | 2                   | Gabriela Dabrowski       | 5-0          | 10-2       | 59-46    | 1500          | 2            |
| Vainqueur      | 2                   | Erin Routliffe           | 5-0          | 10-2       | 59-46    | 1500          | 3            |
| Finaliste      | 9                   | Kateřina Siniaková       | 4-1          | 8-4        | 53-41    | 1000          | 1            |
| Finaliste      | 9                   | Taylor Townsend          | 4-1          | 8-4        | 53-41    | 1000          | 5            |
| Demi-finaliste | 6                   | Nicole Melichar-Martinez | 2-2          | 4-5        | 31-36    | 400           | 12           |
| Demi-finaliste | 6                   | Ellen Perez              | 2-2          | 4-5        | 31-36    | 400           | 13           |
| Demi-finaliste | 7                   | Chan Hao-ching           | 2-2          | 4-6        | 37-47    | 400           | 16           |
| Demi-finaliste | 7                   | Veronika Kudermetova     | 2-2          | 4-6        | 37-47    | 400           | 17           |
| Poule          | 3                   | Hsieh Su-wei             | 1-2          | 4-4        | 28-22    | 200           | 7            |
| Poule          | 3                   | Elise Mertens            | 1-2          | 4-4        | 28-22    | 200           | 9            |
| Poule          | 4                   | Sara Errani              | 1-2          | 4-5        | 32-27    | 200           | 8            |
| Poule          | 4                   | Jasmine Paolini          | 1-2          | 4-5        | 32-27    | 200           | 10           |
| Poule          | 5                   | Caroline Dolehide        | 0-3          | 3-6        | 25-29    | 0             | 14           |
| Poule          | 5                   | Desirae Krawczyk         | 0-3          | 3-6        | 25-29    | 0             | 11           |
| Poule          | 1                   | Lyudmyla Kichenok        | 0-3          | 1-6        | 17-34    | 0             | 4            |
| Poule          | 1                   | Jeļena Ostapenko         | 0-3          | 1-6        | 17-34    | 0             | 6            |